# Grote Knip
Grote Knip is de naam van een strand in Bandabou, Curaçao. Het strand wordt door de lokale bevolking ook wel Playa Abou genoemd (Nederlands: strand in een dal). De Grote Knip ligt in het westen van het eiland, tussen de plaatsen Westpunt in het noorden en Lagun in het zuiden, op ongeveer 1 uur autorijden van het centrum van de hoofdstad Willemstad. Wat verder in het noorden ligt het strand Playa Forti en in het zuiden het strand Kleine Knip.
De Grote Knip ligt ingeklemd tussen rotsen. Ongeveer een kilometer ten noorden van het strand ligt het Landhuis Knip, het hoofdgebouw van de vroegere plantage Knip. In dit landhuis was tot 2021 een museum gevestigd over het slavernijverleden waarin dit landhuis een rol heeft gespeeld. In 2024 is de museum heropend. Hier begon in 1795 de grote slavenopstand onder leiding van Tula.
Het strand bestaat voornamelijk uit wit zand en is op bepaalde plaatsen afgescheiden van de zee door een smalle strook van stukken steenkoraal die uit de zee worden aangespoeld. Het is het startpunt van een koraalrif.

## Afbeeldingen

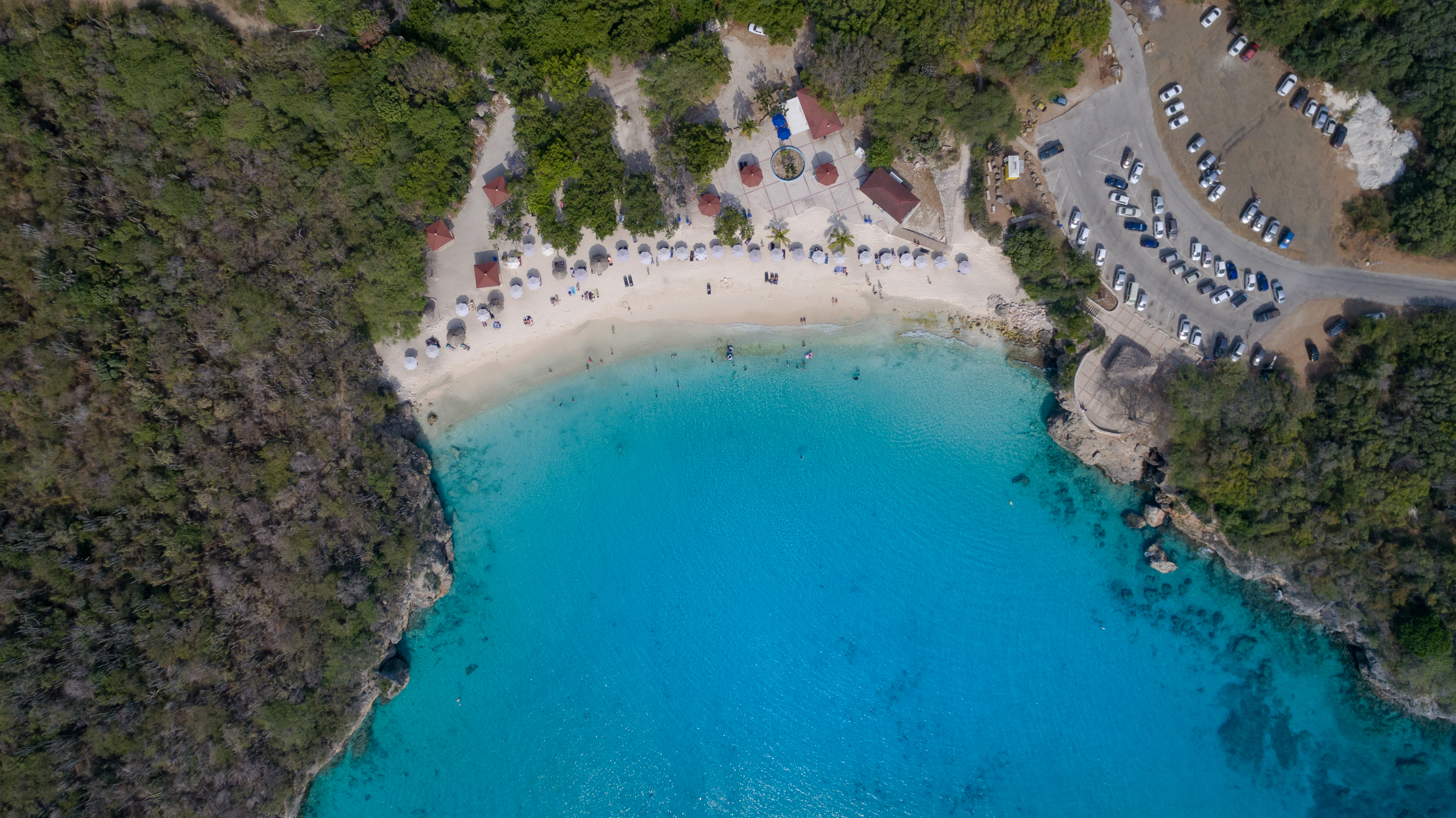
Grote Knip Curacao Luchtfoto
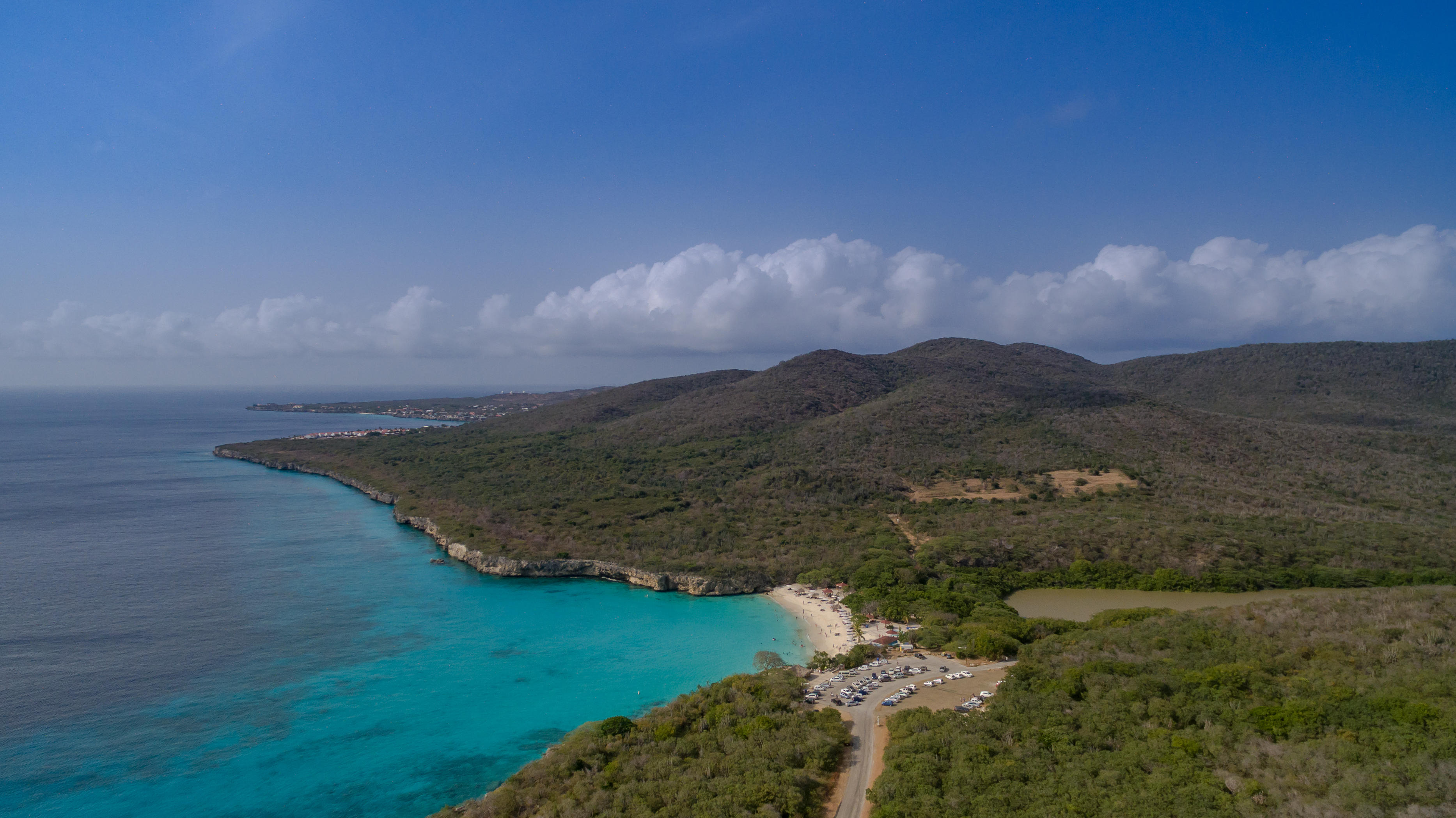
Grote Knip Curacao
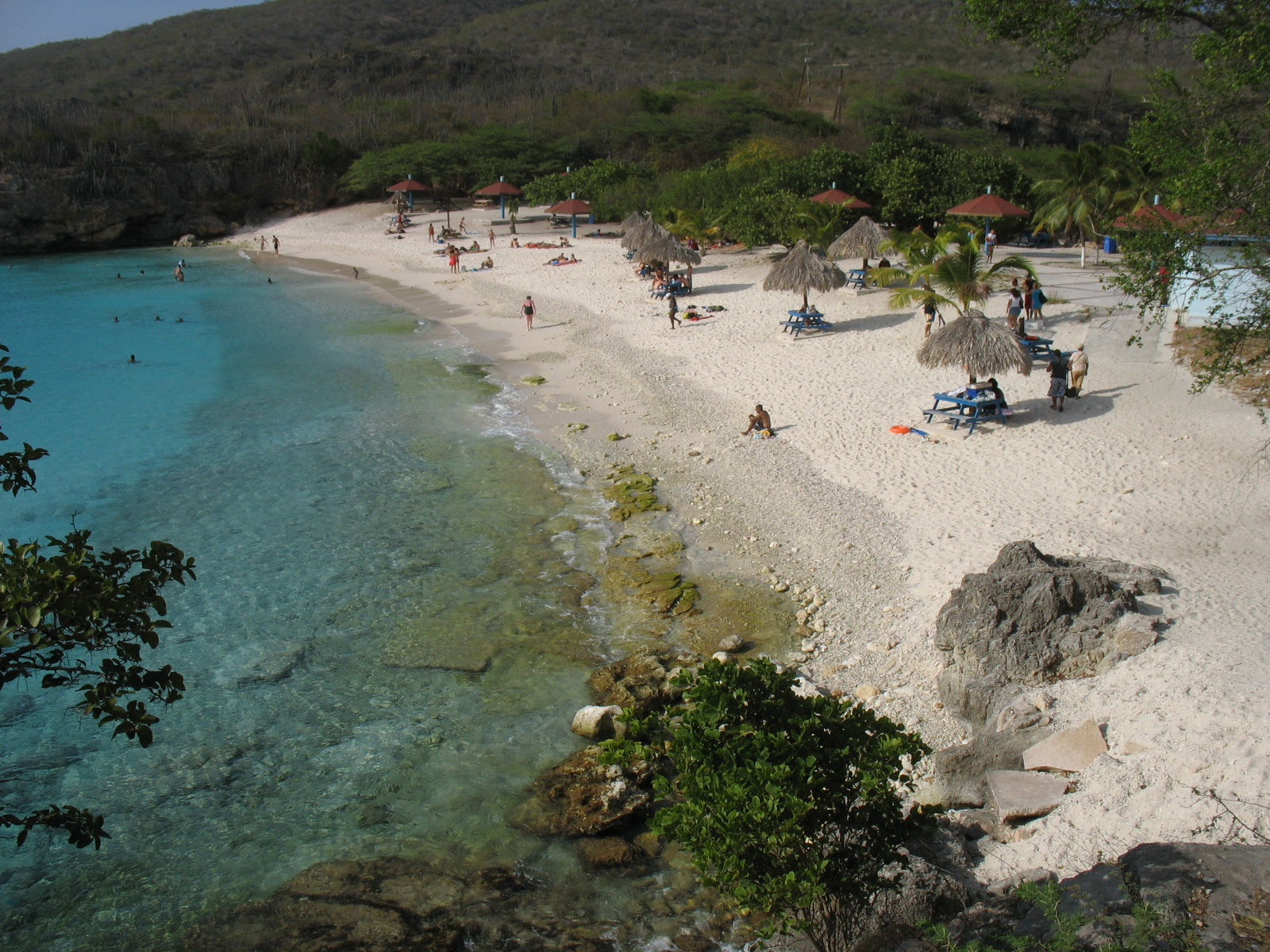
Uitzicht op de Grote Knip vanuit de zuidelijke rotswand

Baya Beach · Blauwbaai · Daaibooi · Grote Knip · Jan Thielbaai* · Kleine Knip · Kokomo Beach · Playa Cas Abao* · Playa Fòrti · Playa Gipy · Playa Jeremi · Playa Kalki · Playa Kanoa · Playa Lagun · Playa Porto Marie · Playa Santa Cruz · Santa Barbara Beach* · Seaquarium Beach*

* privéstranden